# Реми, Жиль
Жиль Реми́ (фр. Gilles Rémy; род. 2 июля 1959 во Франции) — французский бизнесмен и предприниматель. Входит в состав органов управления ряда общественных, профсоюзных и коммерческих организаций. Президент - генеральный директор ряда компаний, специализированных в области международной торговли.

## Образование
После окончания колледжа поступает в Лицей туризма и гостиничного бизнеса имени Александра Дюма в Страсбурге на туристическое отделение. Затем, в 1977 году, поступает на факультет права в Университет Страсбург-III - Робера Шумана. Обладатель дипломов степени бакалавра (1981 год) и степени магистра (1982 год) в области права, он также получает дипломы магистрa в области публичного права (1983 год) и магистрa в области европейского делового права (1984 год). В годы учебы руководит «Национальным Профсоюзом студентов Франции» (UNEF) при Страсбургском Университете.

## Деятельность
В возрасте 24 лет Жиль Реми переезжает в Париж. Работает парламентским ассистентом Доминика Фрело (Dominique Frélaut), депутата и мэра города Коломб (департамент О-де-Сен),
В 1986 году Жиль Реми переходит в международную сферу. C 1985 года является заместителем директора туроператора «Франция – СССР», который занимал лидирующие позиции на этом рынке с более чем 40 тыс. клиентов в год. В 1987 году он организует первый наземный туристический маршрут для западных туристов между Китаем и СССР через Казахстан. Данная деятельность открывает ему широкие возможности для путешествий по всем уголкам Советского Союза, накопления глубоких знаний и понимания обстановки. В это время он приобретает многочисленные связи, которые окажутся весьма полезными в его дальнейшей профессиональной деятельности, сфокусированной на постсоветском пространстве.
В 1989 году Жиль Реми начинает работать в «CIFAL», крупнейшей французской коммерческой инжиниринговой компанией в СССР, аккредитованной с 1970 года при МВЭС СССР, и становится коммерческим директором по новым проектам в области инфраструктур.
С 1992 года он берёт на себя руководство представительства «CIFAL» в Москве и углубляет традиционное направление деятельности компании в секторе атомной энергетики между Францией и Россией в партнерстве с «Cogema», ставшей впоследствии «Areva», и «Техснабэкспортом», внешнеторговой компанией «Росатома».
При содействии «СIFAL», компании «Areva», «Cameco» и «Nukem GmbH» подписывают долгосрочный пятнадцатилетний контракт на покупку природного урана, полученного в результате демонтажа российского ядерного оружия в рамках российско-американского соглашения ВОУ-НОУ, а также контракты на поставку французского оборудования для российских предприятий ядерного цикла. Жиль Реми играл одну из решающих ролей как в создании этого западного консорциума, так и в программе формирования стока природного урана в 1995 году с целью препятствия обвала курса на уран.
Одновременно Жиль Реми расширяет компанию «CIFAL», открывает представительства и дочерние предприятия в Средней Азии (в Казахстане в 1991 году, в Туркменистане  и Азербайджане в 1993 году, в Кыргызстане в 1995 году, в Узбекистане в 2000 году).
В 1995 году Жиль Реми становится президентом-генеральным директором и основным акционером компании «CIFAL».
Благодаря знаниям в области международных экономических вопросов, он регулярно приглашается в состав сопровождающих официальных делегаций, посещавших Россию и Центральную Азию:
- президентские делегации : государственный визит президента Жака Ширака в Россию (сентябрь 1997 года), официальный визит президента Николя Саркози в Казахстан (октябрь 2009 года), делегация, сопровождающая президента Николя Саркози на Форум в Санкт-Петербурге (июнь 2010 года), официальный визит президента Франсуа Олланда в Азербайджан (май 2014 года), официальный визит президента Франсуа Олланда в Казахстан (декабрь 2014 года);
- официальный визит премьер-министра Алена Жюппе в Россию (февраль 1996 года);
- официальный визит премьер-министра Франсуа Фийона в Казахстан (февраль 2008 года);
- визит министра иностранных дел Лорана Фабиуса в Казахстан, Узбекистан и Туркменистан (март 2013 года).

Начиная с 2010 года, «CIFAL» распространяет свою деятельность в сфере военно-технического сотрудничества между Францией и Россией, обеспечивая услуги перевода для компании «DCNS» в ходе переговоров с ОАО «Рособоронэкспорт» по продаже России вертолётоносцев типа «Мистраль» находясь в доверии у французских властей. После подписания контракта российское подразделение «CIFAL», компания «CIS RUS», становится подрядчиком компании «DCNS» по реализации всех работ по письменному и устному переводу и продолжает представлять «DCNS».
После введения санкций против России Жиль Реми становится одним из немногих французских бизнесменов, кто без колебаний публично занимает позицию её не приятия. Его статьи и интервью публикуются во французской и российской прессе. Он одновременно выступает на медийных каналах и участвует в политических и экономических дебатах, касающихся отношений между Францией и Россией. Будучи специалистом по региону Центральной Азии и Каспийского бассейна, он также публично высказался за разработку новой политики Франции в этой географической зоне.
Жиль Реми занимается активной общественной деятельностью и является:
- Советником по внешней торговле при правительстве Франции и ответственным за регион Центральной Азии и Кавказа (CNCCEF) с 1994 года. Советники по внешней торговли при правительстве Франции составляют обширную и активную сеть, состоящую из 4300 членов, работающих в 146 странах. Имея богатый опыт и ключевые компетенции, они назначаются и переизбираются каждые четыре года декретом главы правительства[10].
- Основателем и президентом Торговой Палаты Франция – Туркменистан (CCFT). Палата была создана в 2012 году и имеет целью содействовать укреплению и развитию экономического, финансового, торгового, промышленного и научного сотрудничества между французскими и туркменскими предприятиями[11].
- С 1998 по 2006 год был президентом профсоюза компаний по коммерческому международному сопровождению, а с 2006 по 2013 год председателем Профессионального Союза компаний, специализирующихся по внешней торговле (OSCI) и является его основателем и почётным президентом. Союз объединяет компании и предприятия, специализированные в области международной торговли и работающие на рынке услуг по коммерческому сопровождению международных проектов.[12].
- Членом бюро Ассоциации Франко-российского диалога (DFR)[13] и Фонда развития русско-французских исторических инициатив[14].
- Oснователь и президент компании RUSAFRIKA, бизнес-платформа для содействия развитию российского предпринимательства в странах Африки с 2015 года.

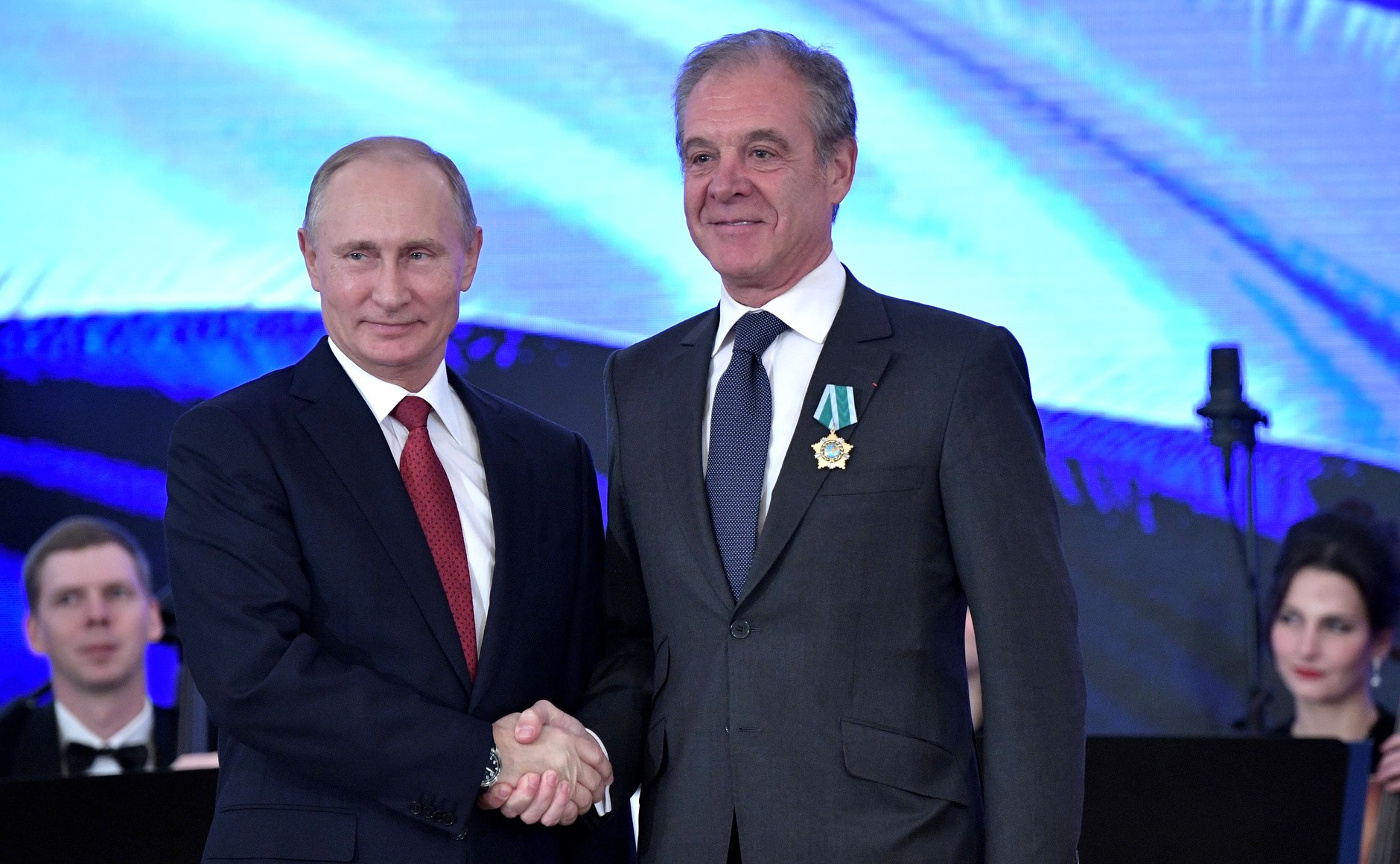
Награждение Орденом Дружбы.
Москва, Кремль, 4 ноября 2017 года

## Награды
- Кавалер ордена Почётного Легиона (14 июля 2010 года)[15].
- Орден Дружбы (10 апреля 2017 года, Россия) — за большой вклад в укрепление сотрудничества с Российской Федерацией[16][17].
- Медаль «За любовь к Отечеству» (1996 год, Туркменистан).
- Юбилейная медаль «Независимый, Постоянно Нейтральный Туркменистан» (2 декабря 2015 года, Туркменистан) — за заслуги в упрочении независимости, суверенитета и правового статуса постоянного нейтралитета Туркменистана, приумножении его международного авторитета, развитии национальной экономики, сфер науки, образования, культуры и искусства, учитывая большой личный вклад в дело укрепления дружественных, братских и добрососедских отношений, расширения взаимовыгодного сотрудничества, а также в ознаменование славного 20-летнего юбилея нейтралитета Туркменистана[18][19].